# دووری (ناحیه نیمبورک)
دووری (به چکی: Dvory) یک منطقهٔ مسکونی در جمهوری چک است که در ناحیه نیمبورک واقع شده‌است. دووری ۶٫۷۹ کیلومتر مربع مساحت و ۵۱۸ نفر جمعیت دارد و ۱۹۶ متر بالاتر از سطح دریا واقع شده‌است.